# White Horse (Lied)
White Horse ist ein Lied der US-amerikanischen Sängerin Taylor Swift, das am 7. Dezember 2008 als zweite Single aus ihrem vier Wochen zuvor erscheinenden zweiten Album Fearless veröffentlicht wurde.

## Text
Taylor Swift sagte dem Fernsehsender CMT, dass dieses Lied ein Beispiel für ihre Faszination für Märchen sei. Das Lied handelt vom Unterschied zwischen echtem Leben und Märchen.

## Kommerzieller Erfolg
Das Lied erreichte Platz 13 der Billboard-Pop- (Hot 100) und Platz 2 der Billboard-Country-Charts.

## Auszeichnungen
Bei den Grammy Awards 2010 erhielt das Lied die Preise in den Kategorien „Beste weibliche Gesangsdarbietung – Country“ und „Bester Countrysong“.
Grammy Awards
- 2010: Best Female Country Vocal Performance
- 2010: Best Country Song

## Auszeichnungen für Musikverkäufe
| Land/Region               | Auszeichnungen für Musikverkäufe (Land/Region, Auszeichnung, Verkäufe) | Verkäufe  |
| ------------------------- | ---------------------------------------------------------------------- | --------- |
| Australien (ARIA)         | Platin                                                                 | 70.000    |
| Kanada (MC)               | Gold                                                                   | 40.000    |
| Vereinigte Staaten (RIAA) | 2× Platin                                                              | 2.000.000 |
| Insgesamt                 | 1× Gold · 3× Platin ·                                                  | 2.110.000 |

Hauptartikel: Taylor Swift/Auszeichnungen für Musikverkäufe/Lieder